# Cheilotrichia (Empeda) tytthos
Cheilotrichia (Empeda) tytthos is een tweevleugelige uit de familie steltmuggen (Limoniidae). De soort komt voor in het Oriëntaals gebied.